# Xian Dongmei

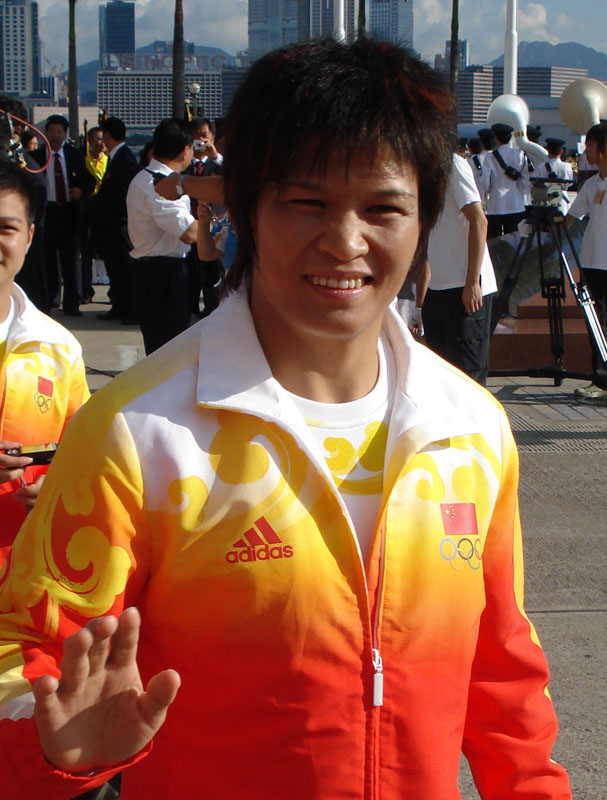
Xian Dongmei bei den Olympischen Spielen 2008

Xian Dongmei (chinesisch 冼 東妹; * 15. September 1975 in Sihui) ist eine ehemalige chinesische Judoka, die 2004 und 2008 Olympiasiegerin in der Gewichtsklasse bis 52 Kilogramm war.

## Karriere
Xian Dongmei gewann ihre erste internationale Medaille im November 1993, als sie bei den Asienmeisterschaften in Macau die Bronzemedaille erhielt. Im Januar 1995 belegte sie den dritten Platz beim internationalen Turnier in Moskau. Im November 1995 erreichte sie bei den Asienmeisterschaften in Neu-Delhi das Finale, unterlag dort aber gegen die Südkoreanerin Park Mi-ja.
Erst im April 2000 gelang Xian Dongmei ihr nächster größerer Erfolg, als sie in Qingdao die chinesische Landesmeisterschaft gewann. Nur den dritten Platz bei den chinesischen Meisterschaften erreichte Liu Yuxiang, die China bei den Olympischen Spielen 2000 in Sydney vertrat und dort die Bronzemedaille gewann.
Im September 2001 siegte Xian Dongmei bei der Sommer-Universiade 2001 in Peking. 2002 nahm sie an den Asienspielen in Busan teil und belegte den zweiten Platz hinter der Koreanerin Lee Eun-hee. Im Februar 2004 siegte Xian Dongmei bei zwei Weltcupturnieren in Paris und Hamburg. Bei den Asienmeisterschaften in Almaty im Mai 2004 unterlag sie im Finale gegen Lee Eun-hee. Im August 2004 nahm Xian Dongmei an den Olympischen Spielen in Athen teil. In ihrem ersten Kampf gegen die Algerierin Salima Souakri gewann sie erst in der Verlängerung und auch im Halbfinale gegen die Deutsche Raffaella Imbriani benötigte sie mehr als vier Minuten. In der Finalrunde gewann sie gegen die Französin Annabelle Euranie genauso vorzeitig durch Ippon wie im Finale gegen die Japanerin Yuki Yokosawa.
Nach der Geburt ihrer Tochter kehrte Xian Dongmei bei den Mannschaftsweltmeisterschaften 2007 in Peking in die Nationalmannschaft zurück. Die chinesische Mannschaft gewann bei dieser Generalprobe für die Olympischen Spiele 2008 den Titel. Im Februar 2008 siegte sie bei den Weltcupturnieren in Paris und Budapest. Bei den Olympischen Spielen 2008 in Peking gewann sie ihren Auftaktkampf gegen die Spanierin Ana Carrascosa genauso durch Ippon wie das Halbfinale gegen die Portugiesin Telma Monteiro und den Kampf um den Finaleinzug gegen die Algerierin Soraya Haddad. Nur im Finale gegen die Nordkoreanerin An Kum-ae musste sie über die vollen fünf Minuten kämpfen und gewann dann durch eine Yuko-Wertung.
Die 1,58 m große Xian Dongmei bestritt all ihre internationalen Wettkämpfe im Halbleichtgewicht, der Gewichtsklasse bis 52 Kilogramm.